# Rollmops
Le rollmops (mot allemand dérivé de rollen, « enrouler », et Mops, « carlin, ») est un filet de hareng mariné pendant un minimum de trois jours, dans une sauce contenant de l'eau, du vinaigre blanc, du sel, un peu de sucre ou autre agent adoucissant, de l'oignon, du poivre et de la moutarde, et parfois un peu de vin blanc. Les filets sont ensuite enroulés autour d'un oignon, d'un cornichon vinaigré ou de choucroute. Une petite pique en bois plantée dans le rollmops le maintient enroulé. Les rollmops s'achètent en général « prêts-à-manger », dans des boîtes cylindriques, des bocaux ou à la poissonnerie.
Les rollmops peuvent être consommés froids, sans les dérouler, ou chauds sur du pain. Après ouverture de la boîte, ils peuvent être conservés deux ou trois semaines (au réfrigérateur).
On trouve des rollmops notamment en Alsace, en Moselle germanophone, dans le nord de la France (Flandre française), en Allemagne (spécialité berlinoise), Belgique, Grande-Bretagne, Écosse, Pays-Bas, Lituanie, Tchéquie, Pologne, Espagne, dans les pays scandinaves, la Slovaquie, le Brésil et la cuisine sud-africaine.
En Norvège, les rollmops sont macérés dans une marinade sucrée.
En tchèque et en slovaque, le mot zavináč, qui désigne le rollmops, est aussi le nom de l'arobase (@).